# Aborigines Welfare Board
Der Aborigines Welfare Board war die Nachfolgeorganisation der Aboriginal Protection Board, die erstmals im Jahre 1940 durch politische Organisationen der Aborigines abgelöst werden konnten.
Die Aboriginal Protection Boards gab es in unterschiedlicher Organisationsform in allen Bundesländern Australiens. Sie hatten weitreichende Rechte über das Leben, den Aufenthaltsort, die Arbeit und Heirat und weitere Lebensbereiche der Aborigines und hatten damit letztendlich Kontrolle über das gesamte Leben der Aborigines. Sie konnten Half-casts (Mischlinge von Weißen und Schwarzen) bzw. Kinder der Aborigines ihren Eltern wegnehmen und entweder in Heimen, Aborigines-Missionsstationen oder bei Weißen unterbringen. Dieses Unrecht ging mit dem Begriff der Gestohlenen Generation in die Geschichte Australiens ein. Diese Boards hatten auch die Funktion ökonomischen Druck auf die Aborigines, dass sie einer Arbeit nachgehen sollten, und damit diesen auch auf andere abhängig Beschäftigten auszuüben.
Das Ziel, die Abschaffung der Aboriginal Protection Board in New South Wales, erreichte die Aborigines Progressive Association im Jahre 1944. In diesem neuen Aborigines Welfare Board (Vorstand) waren erstmals auch Aborigines-Mitglieder, wie beispielsweise Pearl Gibbs. Gibbs erkannte, dass es bei der Durchsetzung dieses Ziels der Unterstützung von Weißen bedurfte, deshalb waren auch Weiße in der Organisation tätig. Der neu gegründete Aborigines Welfare Board erreichte geringe Änderungen des Sozialhilfegesetzes im Interesse der Aborigines und es gab auch Ansätze für eine Verbesserung der schulischen Ausbildung der Aborigines. Jedoch brachte der Zweite Weltkrieg die diesbezüglichen Initiativen zum Erliegen.